# 白陵中学校・高等学校
白陵中学校・高等学校（はくりょうちゅうがっこう・こうとうがっこう）は、兵庫県高砂市阿弥陀町に所在し、中高一貫教育を提供する私立中学校・高等学校。
高等学校において、中学校から入学した内部進学の生徒と高等学校から入学した外部進学の生徒との間で、第3学年から混合してクラスを編成する併設混合型中高一貫校。姉妹校に岡山白陵中学校・高等学校（岡山県赤磐市）がある。

## 教育
週6日制である。授業時間が50分だが、数学IIIは文系でも高3まで必修である。理科も社会も全教科学習する。高校1年時では理科は全員が物理基礎、化学基礎、生物基礎を学習する。また、高校2年からは理系・文系に分かれるが、理系でも社会は倫理と政治経済が必修（加えて世界史B、日本史B、地理Bから選択）である。
高校2年までに中学・高校の全範囲を終了し、高校3年の1年間で受験勉強に専念することになる。
かつては毎日小テストがあり、勉強させるカリキュラムであったが、知識注入型ではない教育を試行錯誤し、実験や自由研究といった体験プログラムなど、生徒たちの興味や関心を高める独自カリキュラムが編成されている。
また、中学校3年間（高校からの入学生は高1）と高2で週1時間の柔道が必修となっている。

## クラス編成
中学の定員が2012年に175名の5クラス編成となり、それに伴い2015年の高校からの募集定員は若干名となった。

## 年表
- 1963年（昭和38年）3月30日 - 設立
- 1965年（昭和40年）4月 - 生徒食堂（木造校舎）完成
- 1966年（昭和41年）5月 - 講堂兼体育館完成
- 1974年（昭和49年）1月 - 武道館（柔道場）完成
- 1978年（昭和53年）7月 - 第3校舎（理科棟）完成
- 1982年（昭和57年）11月 - 創立20周年記念式典挙行。白陵会館完成。
- 1986年（昭和61年）6月 - 第4寮完成
- 1989年（平成元年）1月 - 本部棟完成
- 1997年（平成9年）4月 - 技芸棟（芸術・家庭科棟）完成
- 1998年（平成10年）- 中学の定員が140名になり、中学女子1期生入学
- 2001年（平成13年）5月1日 - 40周年記念棟（体育館・大講堂）竣工式典挙行
- 2006年（平成18年）4月 - 第4校舎完成
- 2007年（平成19年）3月 - 第1校舎完成（新築建替）
- 2008年（平成20年）3月 - 第2校舎完成（新築建替）
- 2012年（平成24年）- 中学の定員が175名になる
- 2015年（平成27年）- 高校入試の募集定員が若干名になる
- 2018年（平成30年）- この年から中学入試要項が変更になる。

## 主な学校行事
- 4月 - 1学期始業式、入学式・入寮式、オリエンテーション、授業参観（中学）
- 5月 - 中間考査、修学旅行（中3、東北・北海道3泊4日）、中1臨海学習（みろくの里2泊3日）、育友会総会、東京大学見学会（高3）
- 6月 - 球技大会、修学旅行（高2）
- 7月 - 期末考査、1学期終業式、夏期補習授業（前期)
- 8月 -夏期補習授業（後期）
- 9月 - 2学期始業式、文化祭、運動会
- 10月 - 中間考査、保護者会
- 11月 - 創立記念日（9日）、文化講演会
- 12月 - 期末考査、2学期終業式、冬期補習授業
- 1月 - 3学期始業式、中学入試、百人一首大会（中学）
- 2月 - 高校入試、高校卒業式、柔道大会、スキー実習(中2)
- 3月 - 学年末考査、中学卒業式、3学期終業式、春期補習授業

## 入試
2018年度（平成30年度）の中学入試から入試要項が変更になった。それ以前は、前期入試は国語60分100点、理科60分100点で、さらに算数は1次（40分40点）と2次（50分60点）に分かれていた。
しかし、入試制度が変更になり、国語は評論、小説の大問2つの編成ではなく、さらにそれに言葉の知識を問う大問が加えられることになる。それにより、70分120点となる。
また、算数は1次と2次が一本化し、70分100点となる。さらに理科は分野横断的な問題も出題され、より科学的思考が求められるようになり70分100点となる。　
さらに2023年度より算数の入試制度が変更される。現行の70分100点満点より70分120点満点となり、国語と配点ウェイトが同じになった。
中学入試では後期受験が実施され、若干名の募集となっている。科目は国語、算数（共に60分100点満点）、面接（20点）となっている。
2025年中学入試から前期入試で合格し、入学金を納入した者は後期入試の受験資格が取り消される。
高校入試は2015年度より若干名の募集となっている。英語、国語、数学が各100点の300点満点である。また高校入試は専願でしか受験できない（合格した場合は他校に入学することができない）。
合否発表時に中学、高校入試共に受験者全員に成績も開示される。

## 生徒会活動・部活動など
運動部
- 柔道部
- 剣道部
- 空手道部
- 男子バレーボール部
- ソフトテニス部
- バスケットボール部
- 硬式野球部
- 軟式野球部（中学）
- サッカー部
- 陸上部
- 卓球部

文化部
- ブラスバンド部
- 放送部
- 新聞部
- 写真部
- 化學部
- 生物部
- E.S.S
- 美術部
- 書道部
- 茶道部
- 歴史研究部
- 鉄道研究部
- 天文部
- 将棋部
- 文芸部
- C.P.C.（コンピューター・プログラミング・クラブ）
- 数学研究部
- 競技かるた部

## 学校設備
- 本部校舎棟
- 第一校舎
  - 中学教室
  - 高校教室
  - 英語科教室
  - IT教室
  - 視聴覚教室
  - 美術教室
  - 生徒会室
  - 放送室
  - 大教室
- 第二校舎
  - 中学教室
  - 社会科教室
  - ふれあいルーム
- コモンスペース
- 第三校舎（理科棟）
  - 化学室
  - 物理室
  - 生物室
  - 理科実験室
- 技芸棟
  - 音楽室
  - 美術室
  - 被服室
  - 書道室
  - 女子更衣室
- 記念棟

- 武道館
  - 柔道場
- 旧・講堂兼体育館
- 白陵会館
  - 会館ホール
  - 図書室
  - 茶道室
  - 喫茶室
- 第四校舎
- 食堂
- 白陵寮

プールは存在しない。また体育の授業の中に水泳は存在せず、中学・高校を通して水泳に関する行事もない。

## 大学進学状況
国公立大学では、東京大学、京都大学、大阪大学、神戸大学に毎年それぞれ十数名程度の合格者を輩出している。私立大学では、早稲田大学、慶應義塾大学、同志社大学、立命館大学などにそれぞれ数十名程度合格している。

## 関係者

### 歴代理事長
1. 三木省吾 - 1963.4〜1983.7
2. 三木一正 - 1984.11〜現在（1983.7〜1984.11は代行）

### 歴代校長
1. 河路甲午郎 - 1963.4〜1968.3
2. 三木省吾 - 1968.4〜1983.7
3. 吉岡喬 - 1984.1〜1985.3（1983.7〜1983.12は代行）
4. 八木誠造 - 1985.4〜1998.3
5. 浅江季典 - 1998.4〜2004.3
6. 吉田卓 - 2004.4〜2009.11
7. 斎藤興哉 - 2009.12〜2017.3（執務代行）
8. 宮崎陽太郎 - 2017.4～現在

## 著名な出身者
- 植田博樹（TBSプロデューサー）
- 宮嶋茂樹（報道カメラマン）
- 桂阿か枝（落語家）
- 片山安孝（兵庫県副知事）
- 熊谷俊人（千葉県知事、元千葉市長）
- 北口寛人（兵庫県議会議員、元明石市長）
- 稲富修二（立憲民主党衆議院議員）
- 秋野公造（公明党参議院議員、財務副大臣）
- 岡田康裕（加古川市長、元衆議院議員、米国公認会計士）
- 小紫雅史（生駒市長、環境官僚）
- 住吉寛紀（衆議院議員、元兵庫県議会議員）
- 田谷聡（元復興庁福島復興局長、元石川県総務部長）
- 横山紳（第29代農林水産事務次官、第27代農林水産省大臣官房長、第10代農林水産省経営局長、農林水産省大臣官房総括審議官〈国際〉）
- 宮原博昭（学研ホールディングス社長）
- 山本幸治（プロボウラー）
- 野田成人（オウム真理教幹部）
- 豊田亨（オウム真理教幹部）
- 上山和樹（著作家、中退）
- 梅谷英生（フィギュアスケート選手）
- 田中英祐（元プロ野球選手）
- 藤尾潔（加東市議会議員）

## 最寄駅
- JR神戸線（山陽本線）：曽根駅から徒歩20分

## 姉妹校
- 岡山白陵中学校・高等学校（岡山県赤磐市）